# Grünenwört
Grünenwört ist eine Ortschaft der Großen Kreisstadt Wertheim im baden-württembergischen Main-Tauber-Kreis im Regierungsbezirk Stuttgart.

## Geographie

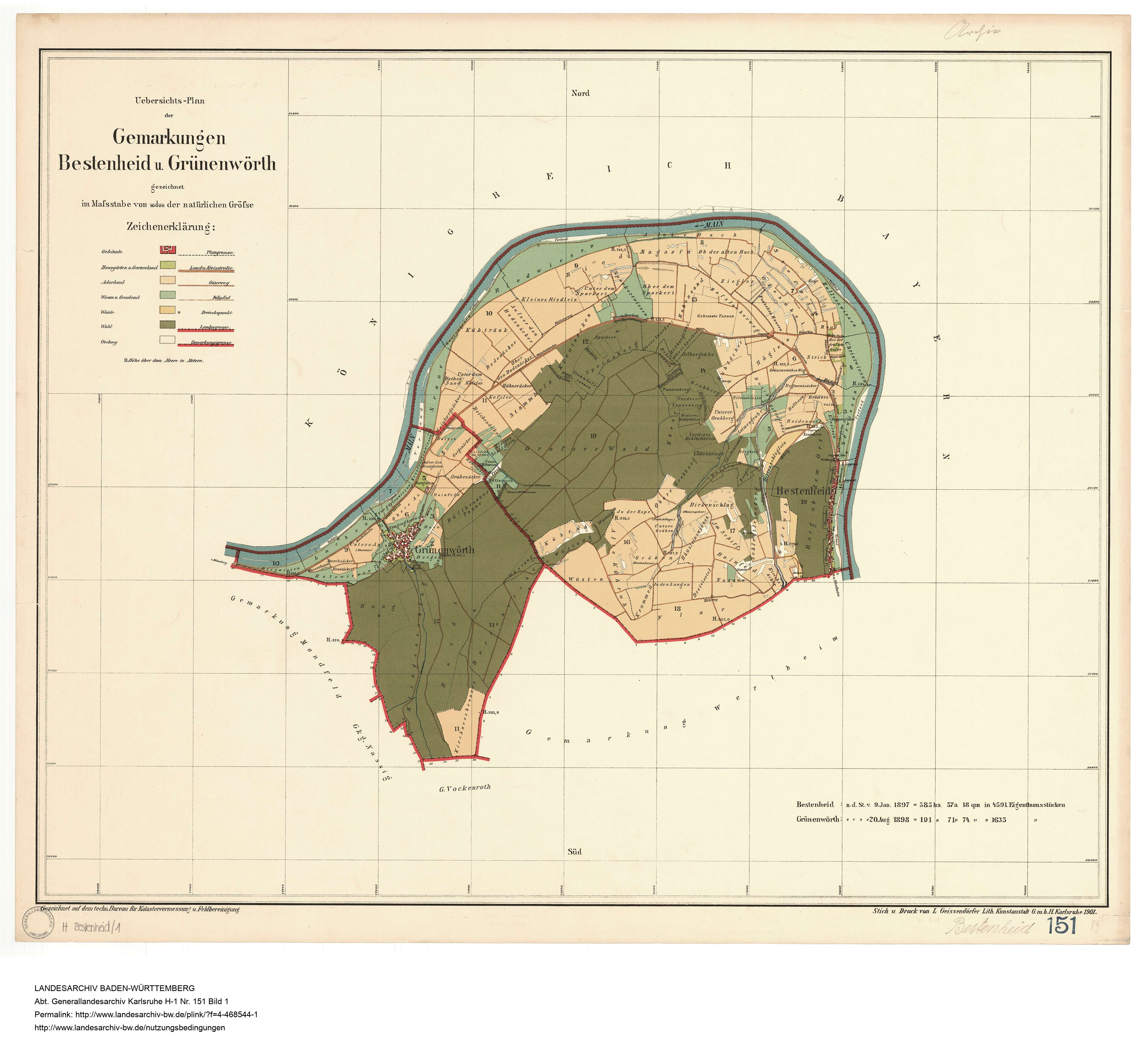
Gemarkung von Grünenwört, um 1898, daneben die Gemarkung von Bestenheid, um 1897

### Geographische Lage
Grünenwört liegt 136 m ü. NHN an der Landesstraße 2310.

### Nachbargemarkungen
Nachbargemarkungen im Uhrzeigersinn im Norden beginnend sind Wertheim (mit dem Stadtteil Bestenheid), Nassig, Mondfeld, Faulbach und Hasloch.

### Gewässer
Im Nordwesten der Gemarkung münden der durch den Ort fließende Rainbach und die im Westen des Ortes entspringende Untere Au von links in den Main.

## Geschichte
Grünenwört war eine eigenständige Gemeinde im Landkreis Tauberbischofsheim bis zur Eingemeindung nach Wertheim am 1. Januar 1972. Seit dem 1. Januar 1973 liegt Grünenwört im Main-Tauber-Kreis. Am 31. Dezember 2022 hatte Grünenwört 604 Einwohner.

## Religion
Grünenwört ist protestantisch geprägt. Die Christuskirche gehört zum Evangelischen Kirchenbezirk Wertheim. Die hier lebenden Katholiken gehören zur
Pfarrgemeinde des Wertheimer Stadtteils Bestenheid (Dekanat Tauberbischofsheim).

## Politik
Der Ortschaftsrat Grünenwört besteht aus dem Ortsvorsteher Thorsten Klein und drei Mitgliedern des Ausschusses.

## Kultur und Sehenswürdigkeiten

### Rad- und Wanderwege
Grünenwört liegt am Main-Radweg und am Radweg Liebliches Taubertal – der Sportive.

## Verkehr
Der frühere Haltepunkt Grünenwört der Bahnstrecke Miltenberg West–Wertheim lag jenseits des Mains in Bayern.